# Hédi Bouraoui
Hédi André Bouraoui (in arabo هادي بوراوي‎?; Sfax, 16 luglio 1932) è un poeta e scrittore tunisino.
Nelle sue opere vengono spesso trattate tematiche inerenti all'interculturalità e alla trascendenza delle frontiere culturali.

## Biografia
Formatosi in Francia, insegna e scrive a Toronto (Canada). Professore Emerito all’Università di York, ha ricoperto numerose cariche amministrative presso la celebre università canadese. Membro della Società Reale del Canada (Accademia delle Lettere e delle Scienze umane) e Ufficiale nell’Ordine delle Palme Accademiche, ha creato il programma multiculturale del College universitario Stong e fondato il Centro Canada-Mediterraneo.
Ha organizzato numerosi convegni internazionali sulla creatività-critica, sulla francofonia e la letteratura maghrebina. Si considera un poeta, romanziere, saggista e critico letterario di una francofonia plurima: Ontario francese, Maghreb, Africa subsahariana, Caraibi. Nel 2003, l’Université Laurentienne gli ha conferito il Dottorato Honoris Causa per la « sua opera di creazione e di critica letteraria di fama nazionale e internazionale ».

## Opere
Ha pubblicato una ventina di raccolte poetiche, tra cui Nomadaime (1995), Transvivance (1996), Struga suivi de Margelle d’un festival (2003), Sfaxitude (2005), Adamesque (2009), Traversées (2010), Livr’Errance (2013), una dozzina di romanzi, ricordiamo Retour à Thyna (1996), La Pharaone (1998), Puglia à bras ouverts (2007), Cap Nord (2008), Les Aléas d’une Odyssée (2009), Méditerranée à voile toute (2010), Paris berbère (2011); una decina di saggi critici, in particolare La Francophonie à l’estomac (1995), Transpoétique. Éloge du Nomadisme (2005); dei racconti, tra cui Rose des sables (1998), messa in scena in arabo in Egitto (2002), e in commedia musicale in italiano, Rosa del deserto (2012).
Le opere di Hédi Bouraoui sono state tradotte in varie lingue, soprattutto in italiano, dalle Edizioni WIP di Bari. La produzione bouraouiana è stata coronata da prestigiosi riconoscimenti internazionali in Francia, Tunisia, Canada, Italia... È stato nominato Cittadino Onorario del capoluogo pugliese, e dei Comuni di Acquaviva delle Fonti (Bari) e Orbetello (Grosseto).

## Saggi
- Créaculture I, 1971
- Créaculture II, 1971
- The Canadian Alternative, 1980
- Critical Strategy, 1983
- La Francophonie à l'Estomac, 1995
- La Littérature franco-ontarienne. État des lieux, 2000 ISSN 1198-8282 (WC · ACNP) (WC · ACNP)
- Pierre Léon : Poète de l'Humour, 2003